# Tancanne
Die Tancanne ist ein Fluss in Frankreich, der in den Regionen Okzitanien und Nouvelle-Aquitaine verläuft. Sie entspringt beim Weiler Pech Léger, im nordöstlichen Gemeindegebiet von Saint-Beauzeil, knapp an der Grenze zur Nachbargemeinde Valeilles, entwässert in einem Bogen von Südwest nach Nord und mündet nach rund 19 Kilometern im Gemeindegebiet von Penne-d’Agenais als linker Nebenfluss in den Boudouyssou. In ihrem Quellbereich durchquert die Tancanne zwei kleine Stauseen und passiert in ihrem Verlauf die Départements Tarn-et-Garonne und Lot-et-Garonne. In ihrem Unterlauf wird die Tancanne von der Bahnstrecke Niversac–Agen begleitet.

## Orte am Fluss
(Reihenfolge in Fließrichtung)
- Périgord, Gemeinde Saint-Beauzeil
- Saint-Beauzeil
- Ladurandie, Gemeinde Massoulès
- Bosc Tannat, Gemeinde Massels
- Condercat, Gemeinde Frespech
- Auradou
- Sainte Fay, Gemeinde Penne-d’Agenais
- Bidou, Gemeinde Penne-d’Agenais